# Banco de Inversión y Desarrollo de la CEDEAO

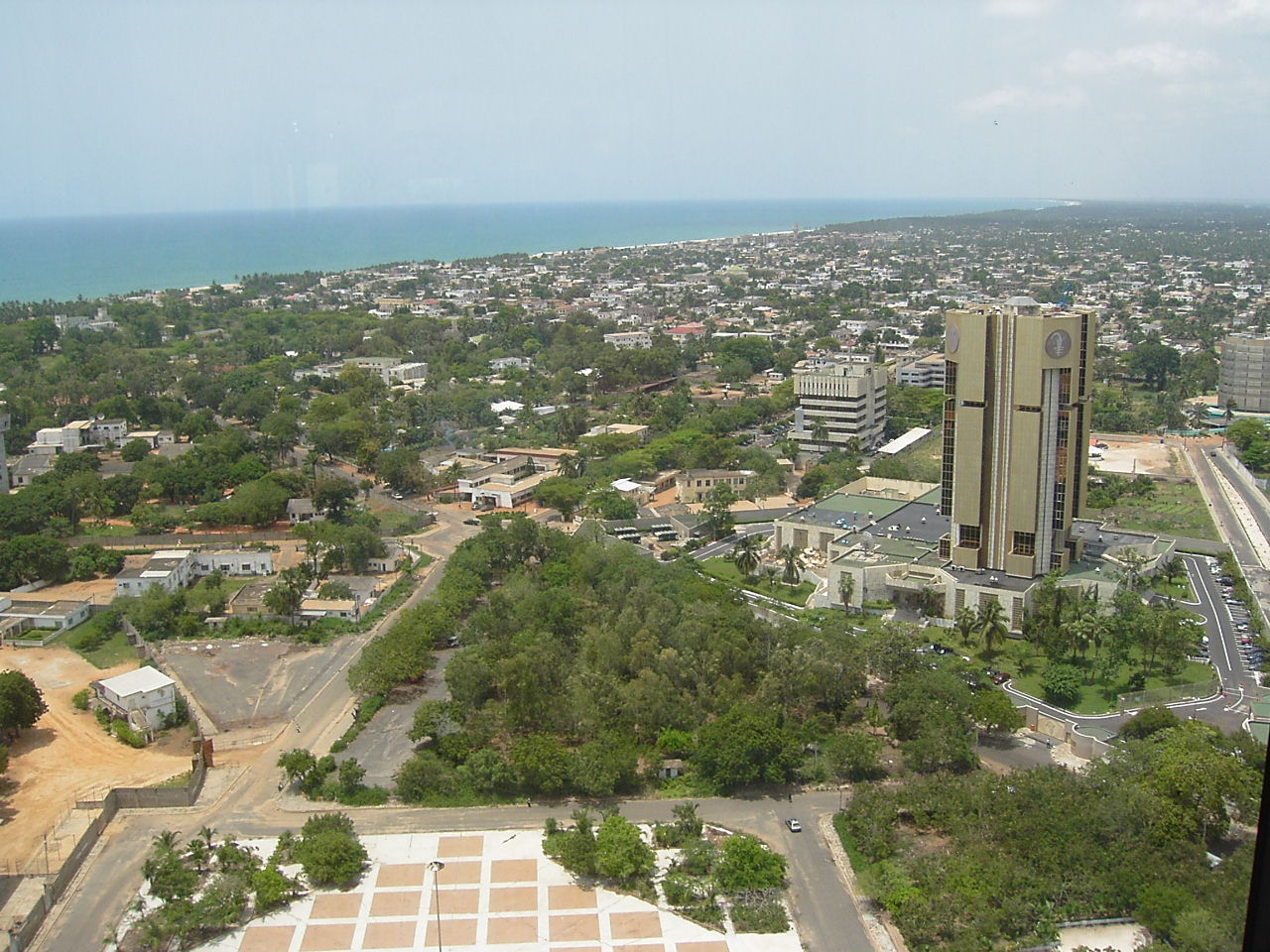
Vista de Lomé, donde tiene su sede el BIDC

El Banco de Inversión y Desarrollo de la CEDEAO es la institución financiera creada por los 15 países miembros de la Comunidad Económica de los Estados de África Occidental (CEDEAO por sus siglas en francés y ECOWAS en inglés), que comprende Benín, Burkina Faso, Cabo Verde, Costa de Marfil, Gambia, Ghana, Guinea, Guinea-Bissau, Liberia, Malí, Níger, Nigeria, Senegal, Sierra Leona y Togo.
Las lenguas oficiales de esta institución son el francés, el inglés y el portugués. En ellas se denomina Banque d'investissement et de développement de la CEDEAO, ECOWAS Bank for Investment and Development, y Banco de Investimento e de Desenvolvimento da CEDEAO, respectivamente. Utiliza las siglas BIDC (en francés y portugués) y EBID (en inglés). No deben confundirse con el BID, que es el Banco Interamericano de Desarrollo.
El Banco es una institución financiera internacional con dos ventanillas de financiación para promover las actividades del sector privado y financiar el desarrollo del sector público. Tiene su sede en Lomé, la capital de Togo. Es una entidad relativamente pequeña, con solo 1,5 millardos de dólares estadounidenses de capital autorizado.
En general, el BIDC tiene como objetivo contribuir al desarrollo económico de África Occidental mediante la financiación de proyectos y programas de la CEDEAO,  particularmente los relacionados con el transporte, la energía, las telecomunicaciones, la industria, la reducción de la pobreza, el medio ambiente y los recursos naturales.
El BIDC ayuda al sector público mediante préstamos directos a medio y largo plazo, concesionales o no, y al sector privado, mediante préstamos directos a corto, medio y largo plazo, mediante la participación en el capital a través de acciones, cuasicapital (bonos convertibles o préstamos sindicados) o líneas de crédito.
El BIDC también celebra acuerdos marco para la refinanciación de las instituciones financieras de los países miembros. Participa, asimismo, en la financiación del comercio intrarregional con el fin de potenciar los intercambios comerciales entre los países de la CEDEAO. Apoya la agricultura para que alcancen la autosuficiencia alimentaria y promueve la financiación de proyectos del Mecanismo de desarrollo limpio del Protocolo de Kioto, en particular los relacionados con la eficiencia energética, las energías renovables y el mercado del carbono, mediante su contribución a la creación del Fondo Africano de Biocombustibles y Energías Renovables (African Bio-fuels and Renewable Energies Company, ABREC) con la ayuda del Banco Mundial y otros socios del desarrollo.

## Otros objetivos del BIDC
- Gestionar cualquier fondo especial comunitario relacionado con su objeto social.
- Realizar cualquier actividad comercial, industrial o agrícola relacionada con el objeto social del Banco o necesaria para el cobro de sus deudas.
- Cooperar con las organizaciones de desarrollo nacionales y subregionales que operan en la CEDEAO.